# 2563 Boyarchuk
2563 Boyarchuk је астероид главног астероидног појаса. Приближан пречник астероида је 29,49 ,
а средња удаљеност астероида од Сунца износи 3,194 астрономских јединица (АЈ).
Инклинација (нагиб) орбите у односу на раван еклиптике је 2,041 степени, а орбитални период износи 2085,408 дана (5,709 година). Ексцентрицитет орбите астероида износи 0,140.
Апсолутна магнитуда астероида износи 11,30 а геометријски албедо 0,061.
Астероид је откривен 22. марта 1977. године.